# لولا (ويسكونسن)
لولا (بالإنجليزية: Iola, Wisconsin)‏ هي قرية تقع في الولايات المتحدة في مقاطعة واوباكا (ويسكونسن). يقدر عدد سكانها بـ 1,301 نسمة ومساحتها 4.77 كم2 وترتفع عن سطح البحر 316 متر.

## التركيبة السكانية
قام مكتب تعداد الولايات المتحدة بتحديد بيانات التركيبة السكانية للولا في تعداد الولايات المتحدة. في ما يلي، التركيبة السكانية حسب تعدادي 2000 و2010.

### تعداد عام 2000
بلغ عدد سكان لولا 1,298 نسمة بحسب تعداد عام 2000، وبلغ عدد الأسر 567 أسرة وعدد العائلات 329 عائلة مقيمة في القرية. في حين سجلت الكثافة السكانية 757.1 نسمة لكل ميل مربع (292.3/كم2). وبلغ عدد الوحدات السكنية 618 وحدة بمتوسط كثافة قدره 360.5 نسمة لكل ميل مربع (139.2/كم2).
وتوزع التركيب العرقي للقرية بنسبة 98.07% من البيض و 0.08% من الأمريكيين الأصليين و 0.23% من الأمريكيين ذوي الأصول الآسيوية و 0.23% من الأمريكيين الأفارقة.
بلغ عدد الأسر 567 أسرة كانت نسبة 25.2% منها لديها أطفال تحت سن الثامنة عشر تعيش معهم، وبلغت نسبة الأزواج القاطنين مع بعضهم البعض 45.9% من أصل المجموع الكلي للأسر، ونسبة 9.5% من الأسر كان لديها معيلات من الإناث دون وجود شريك، وكانت نسبة 41.8% من غير العائلات. تألفت نسبة 36.5% من أصل جميع الأسر من أفراد ونسبة 17.8% كانوا يعيش معهم شخص وحيد يبلغ من العمر 65 عاماً فما فوق. وبلغ متوسط حجم الأسرة المعيشية 2.87، أما متوسط حجم العائلات فبلغ 2.18.
بلغ العمر الوسطي للسكان 42 عاماً. وكانت نسبة 22.7% من القاطنين تحت سن الثامنة عشر، وكانت نسبة 5.1% بين الثامنة عشر والأربعة وعشرون عاماً، ونسبة 25.6% كانت واقعةً في الفئة العمرية ما بين الخامسة والعشرون حتى والأربعة وأربعون عاماً، ونسبة 21.2% كانت ما بين الخامسة والأربعون حتى الرابعة والستون، ونسبة 25.5% كانت ضمن فئة الخامسة والستون عاماً فما فوق. يوجد لكل 100 أنثى 82.8 ذكر، ويوجد لكل 100 أنثى في الثامنة عشر من عمرها فما فوق 78.3 ذكر.
بلغ متوسط دخل الأسرة في القرية 32,829 دولار، أما متوسط دخل العائلة فبلغ 45,859 دولار. وكان متوسط دخل الذكور 32,424 دولار مقابل 22,031 دولار للإناث. وسجل دخل الفرد الخاص بالقرية 17,778 دولار. وكانت نسبة 4.0% من العائلات ونسبة 6.5% من السكان تحت خط الفقر، وكان من هؤلاء نسبة 7.0% تحت سن الثامنة عشر ونسبة 8.5% في الخامسة والستين من العمر وما فوق.

### تعداد عام 2010
بلغ عدد سكان لولا 1,301 نسمة بحسب تعداد عام 2010، وبلغ عدد الأسر 590 أسرة وعدد العائلات 341 عائلة مقيمة في القرية. في حين سجلت الكثافة السكانية 779.0 نسمة لكل ميل مربع (300.8/كم2). وبلغ عدد الوحدات السكنية 677 وحدة بمتوسط كثافة قدره 405.4 لكل ميل مربع (156.5/كم2).
وتوزع التركيب العرقي للقرية بنسبة 98.5% من البيض و 0.3% من الأمريكيين الأصليين و 0.2% من الأمريكيين ذوي الأصول الآسيوية و 0.2% من الأمريكيين الأفارقة.
```
وبلغت نسبة 
الأزواج
 القاطنين مع بعضهم البعض 41.7% من أصل المجموع الكلي للأسر، ونسبة 12.2% من الأسر كان لديها معيلات من الإناث دون وجود شريك، بينما كانت نسبة 3.9% من الأسر لديها معيلون من الذكور دون وجود شريكة وكانت نسبة 42.2% من غير العائلات. تألفت نسبة 37.6% من أصل جميع الأسر من أفراد ونسبة 19.5% كانوا يعيش معهم شخص وحيد يبلغ من العمر 65 عاماً فما فوق. وبلغ متوسط حجم الأسرة المعيشية 2.77، أما متوسط حجم العائلات فبلغ 2.12.
```

بلغ العمر الوسطي للسكان 46.8 عاماً. وكانت نسبة 19.8% من القاطنين تحت سن الثامنة عشر، وكانت نسبة 5.5% بين الثامنة عشر والأربعة وعشرون عاماً، ونسبة 22.1% كانت واقعةً في الفئة العمرية ما بين الخامسة والعشرون حتى والأربعة وأربعون عاماً، ونسبة 25.9% كانت ما بين الخامسة والأربعون حتى الرابعة والستون، ونسبة 26.6% كانت ضمن فئة الخامسة والستون عاماً فما فوق. وتوزع التركيب الجنسي للسكان بنسبة 46.3% ذكور و53.7% إناث.